# 세페우스자리 뮤
좌표:  21h 43m 30.46s, +58° 46′ 48.2″세페우스자리 뮤(μ Cep) 또는 허셜의 석류석 별(Herschel's Garnet Star)은 세페우스자리 방향에 있는 극대거성이다. 이 별은 석류석 빛처럼 짙은 적색을 띠고 있으며 IC 1396 성운의 경계선에 위치해 있다. 1943년 이래 이 별의 스펙트럼은 다른 항성들을 분류하는 M2 Ia 분광형의 기준으로 쓰여 왔다.
세페우스자리 뮤는 절대 등급이 −7.6으로 시각적으로 태양보다 약 1만 배 가까이 밝다. 뮤는 반지름이 태양의 약 1,000 배가 넘어가는 항성들의 목록에 포함되며 태양 자리에 대신 놓을 경우 그 표면은 목성과 토성 궤도 사이에 이를 것이다. 현재는 폭발하였고 8,000년 뒤에 폭발 잔해를 볼 수 있다.

## 역사
윌리엄 허셜은 세페우스자리 뮤의 짙은 빨간색 빛을 ‘주기적인 항성 고래자리 오미크론처럼 매우 풍부하고 짙은 석류석 색채’라고 묘사했다. 이 기록에 기반하여 뮤를 흔히 ‘허셜의 석류석 별’이라고 부른다. 주세페 피아치는 자신의 성표에 이 별을 Garnet sidus 로 등재했다. 안토닌 베치바르시가 자신의 성표에서 사용한 또다른 이름 에라키스 Erakis는 용자리 뮤의 아랍어 표기인 ‘알-라키스’와 비슷하여 혼동할 수 있다.
1848년 영국 천문학자 존 러셀 힌드는 세페우스자리 뮤가 변광성임을 발견했으며 독일 천문학자 프리드리히 빌헬름 아르겔란더가 힌드의 발견을 신속히 검증했다. 1881년 이래 뮤의 밝기 변화는 거의 끊임없이 지속적으로 기록되어 왔다.
세페우스자리 뮤의 각지름은 간섭계를 이용하여 측정되었다. 가장 최근의 측정값에 따르면 주연감광된 원반의 지름을 20.584±0.480 mas로 모형화할 경우 각지름 값은 800 µm에서 18.672±0.435 mas이다.

## 변광
세페우스자리 뮤는 변광성이며 오래된 분류인 세페우스자리 뮤형 변광성의 원형 별이다. 뮤는 현재 SRc형 준규칙 변광성으로 간주되며 겉보기 밝기는 3.4 ~ 5.1 등급 사이에서 불규칙하게 변화한다. 많은 변광 주기가 보고되었으나 이 주기들은 일관되게 860 일 또는 4400 일 정도의 값을 보인다.

## 특징

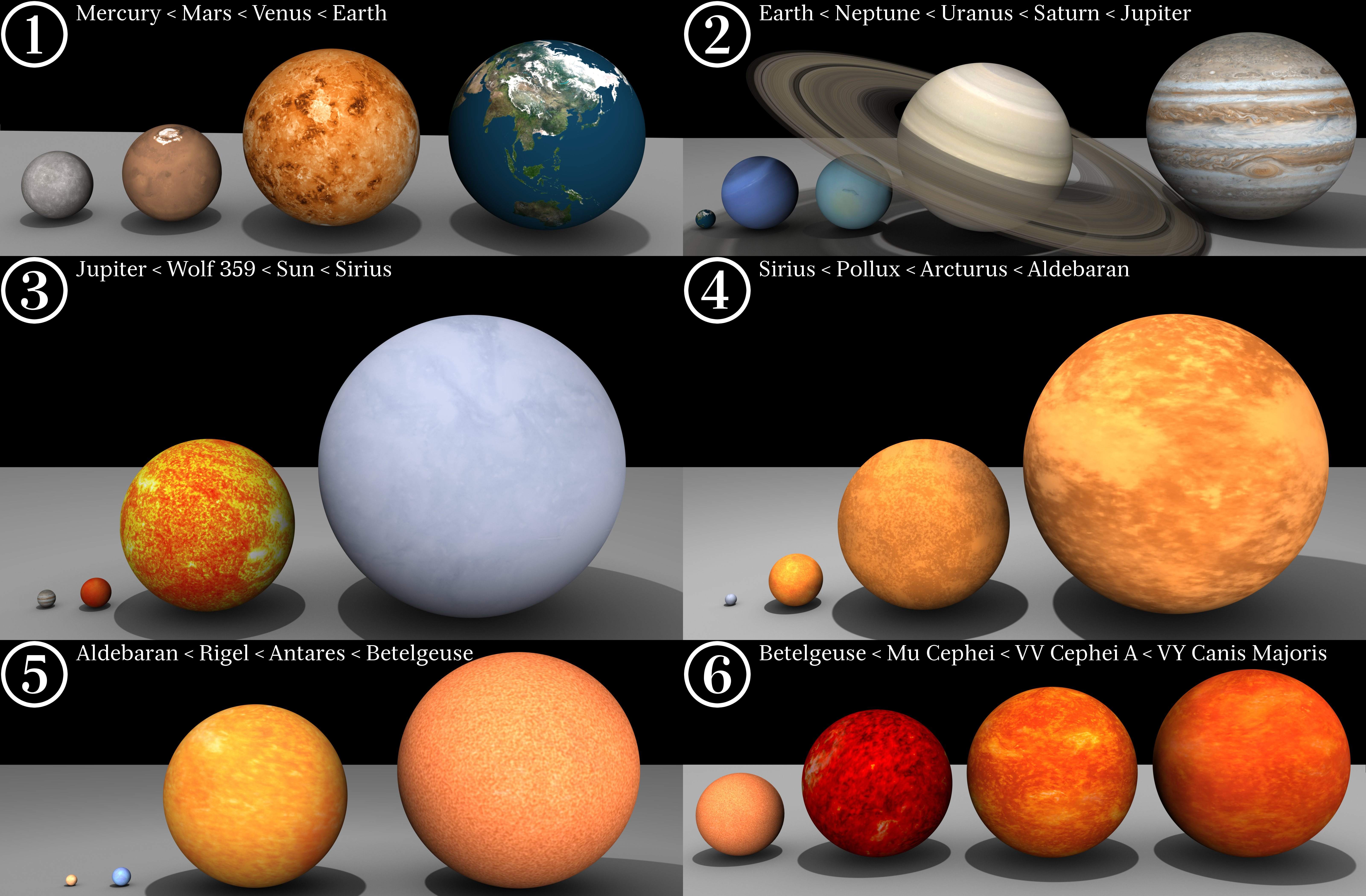
태양계 내 행성들 및 세페우스자리 뮤를 포함한 유명한 별들의 상대적인 크기.
1. 수성 < 황성 < 금성 < 지구
2. 지구 < 해왕성 < 천왕성 < 토성 < 목성
3. 목성 < 울프 359 < 태양 < 시리우스
4. 시리우스 < 폴룩스 < 아크투루스 < 알데바란
5. 알데바란 < 리겔 < 안타레스 < 베텔게우스
6. 베텔게우스 < 세페우스자리 뮤 < 세페우스자리 VV A < 큰개자리 VY.

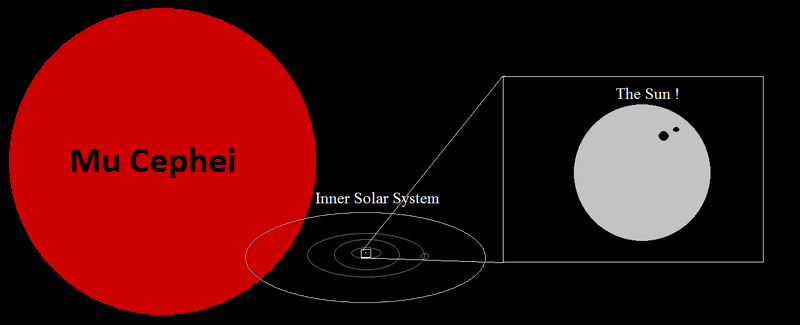
태양과 비교한 세페우스자리 뮤의 크기. 뮤는 목성, 화성, 지구, 금성, 수성의 궤도(별 오른쪽)를 삼킬 수 있다.

광도가 매우 높은 적색초거성 세페우스자리 뮤는 맨눈으로 볼 수 있는 별들 중에서, 그리고 지금까지 발견된 항성들로 범위를 넓혀도 물리적 부피만으로 한정할 경우 아주 거대한 부류에 포함된다. 뮤는 적색 극대거성으로 불려왔다.
세페우스자리 뮤는 특이속도가 80.7 ± 17.7 km/s로 폭주성에 해당된다. 뮤까지의 거리는 정확히 알려져 있지 않다. 히파르코스 위성이 측정한 연주 시차는 0.55 ± 0.20 밀리초각으로 이를 거릿값으로 환산하면 1333 ~ 2857 파섹이 나온다. 그러나 이 값은 오차한계에 가깝다. 베텔게우스와 크기를 비교하여 구한 거리는 390 ± 140 파섹이 나오기 때문에 세페우스자리 뮤는 베텔게우스보다 훨씬 거대하든지, 혹은 예상한 것보다 훨씬 지구에 가까이 있고 부피가 작으며 광도가 낮음이 분명하다.
모든 파장에서의 값을 합한 세페우스자리 뮤의 복사광도는 스펙트럼 에너지 분포를 전부 합쳐서 계산할 수 있으며 그 값은 태양광도의 28만 3천 배로 나온다. 이 값에 따르면 세페우스자리 뮤는 우리은하 내에서 극도로 밝은 적색초거성 중 하나라 볼 수 있다. 색지수 관계로부터 확정한 뮤의 유효온도는 3750 켈빈으로 이 값을 통해 항성의 반지름이 태양의 1260 배임을 추정할 수 있다. 최근에 나온 다른 논문들에서도 유효온도 값이 유사하게 도출되었다. 가시광선과 적외선 색채 관계로부터 광도를 계산하면 태양 광도의 34만 배가 나오며 여기에서 도출한 뮤의 반지름은 태양 반지름의 1420 배가 된다. 뮤의 각지름과 예상 거리 2400 광년으로 추정한 반지름은 태양의 1650 배가 나온다.
항성진화 이론의 경로상 위치로부터 예측되는 세페우스자리 뮤의 초기 질량은 태양의 약 25 배이다.
세페우스자리 뮤는 항성 반지름의 최소 0.33 배까지 확장된 껍질 구조에 둘러싸여 있으며 이 구조의 유효 온도는 2,055 ± 25 K이다. 이 바깥쪽 껍질은 일산화 탄소, 물, 일산화 규소 등과 같은 분자 기체들을 포함하고 있는 것으로 보인다.
적외선 관측 결과 먼지와 물로 이루어진 넓은 고리가 있는 것으로 추정되며 이 고리의 안쪽 경계는 중심별의 약 2 배, 바깥쪽 경계는 항성 반지름의 약 4 배 거리까지 확장되어 있다.
세페우스자리 뮤는 항성에서 탈출한 물질로 구성된 구형 껍질에 둘러싸여 있으며 이 구조의 각거리는 6 초각 거리 범위까지 확장되어 있고 물질의 탈출 속도는 초당 10 킬로미터이다. 이로부터 껍질 구조의 나이는 대략 2000 ~ 3000년임을 알 수 있다. 항성에 보다 가까운 부분에서 탈출 물질은 확연한 비대칭 형상을 하고 있으며 이 형상은 원환체 모양일 것이다. 뮤는 현재 연간 태양질량의 수천만 분의 1 속도로 질량을 잃고 있다.

## 초신성
세페우스자리 뮤는 죽음이 임박해 있어 헬륨을 탄소로 융합하는 작용을 시작했다.(주계열성은 수소를 헬륨으로 융합한다.) 어떤 초거성이 중심핵에 있는 원소들을 철로 변환하면 핵은 붕괴하여 초신성 폭발을 일으키고 별은 파괴되며, 거대한 가스 구름과 작고 밀도 높은 잔해가 남는다. 세페우스자리 뮤 정도 되는 질량의 항성은 블랙홀이 될 것 같다. 적색초거성들 중 질량이 아주 큰 부류는 중심핵이 붕괴하기 전 청색초거성, 밝은 청색변광성, 울프-레이에별로 역진화할 것이며 세페우스자리 뮤는 이런 사건이 일어날 정도로 충분히 질량이 커 보인다. 적색초거성은 IIn 또는 II-b형 초신성으로 진화할 것으로 보인다.(반면 울프-레이에별은 Ib 또는 Ic형 초신성이 될 것이다.)

## 같이 보기
- 질량이 큰 항성 목록
- 세페우스자리 VV
- 큰개자리 VY